# 北川貝塚
座標: 北緯35度32分58.8秒 東経139度36分12.1秒 / 北緯35.549667度 東経139.603361度
北川貝塚（きたがわかいづか）は、神奈川県横浜市都筑区早渕3丁目30付近にあった、旧石器時代から平安時代にかけての複合遺跡である。

## 概要
横浜市北部、青葉区・都筑区・港北区内を流れる早渕川南側の台地上に位置する。港北ニュータウン建設に伴う事前の埋蔵文化財調査として、1980年（昭和55年）6月から1983年（昭和58年）9月まで、発掘調査が行われた。
後期旧石器時代の石器群のほか、縄文時代前期の貝塚を伴う環状集落、縄文時代中期の集落、弥生時代後期の集落、平安時代前期の集落跡が発見されており、いずれも大集落である。特に関東ローム層から出土した旧石器時代の石器の1点（礫器）は、下末吉台地の中で発見された石器としては最古級と見られ、同市旭区の矢指谷遺跡と共に、市内で最も古い遺跡の一つとなっている。竪穴建物跡・掘立柱建物跡が多数見つかっており、前期中葉に鶴見川流域に増加・展開した環状集落の1つとされている。